# أليكس بروسكي

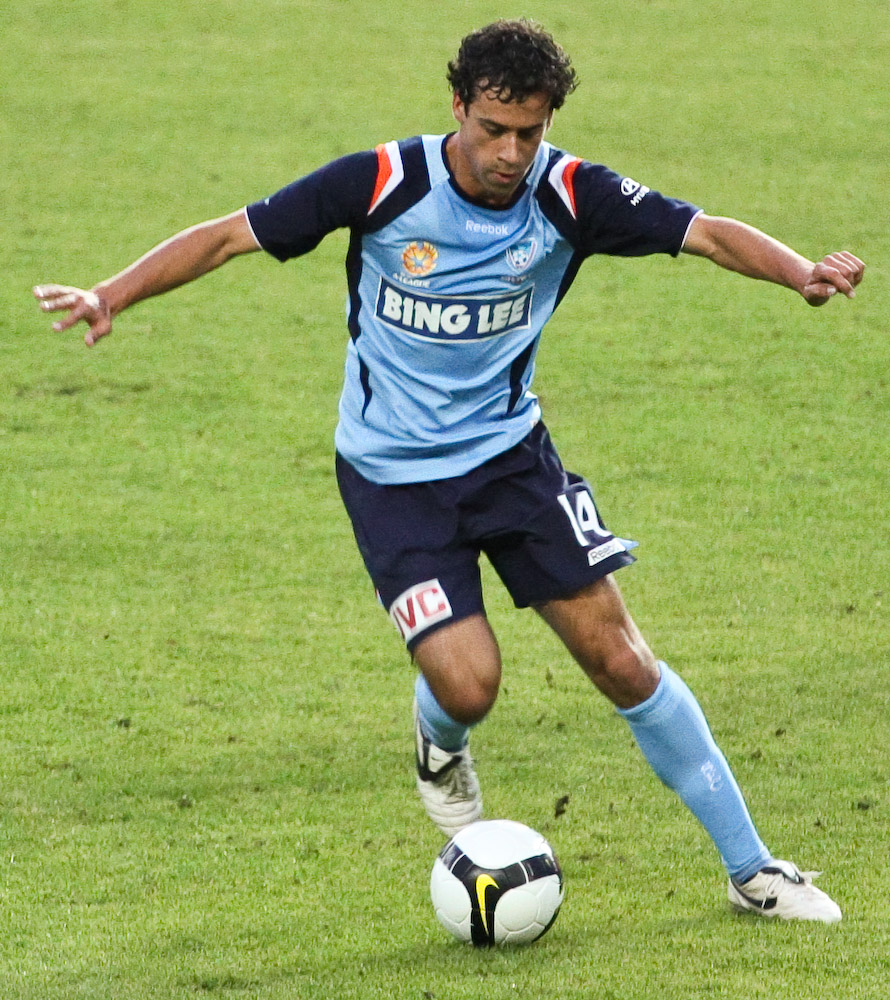
Alex Brosque

أليكس بروسك (بالإنجليزية: Alex Brosque) (مواليد 12 أكتوبر 1983 في سيدني) لاعب كرة قدم أسترالي يلعب حاليا لصالح نادي العين الإماراتي.

## روابط خارجية
- أليكس بروسكي على موقع الاتحاد الدولي (مؤرشف)  (الإنجليزية)
- أليكس بروسكي على موقع رابطة كرة القدم اليابانية للمحترفين (اليابانية)
- أليكس بروسكي على موقع قاعدة بيانات كرة القدم.إي يو (الإنجليزية)
- أليكس بروسكي على موقع ناشيونال فوتبول تيمز (الإنجليزية)
- أليكس بروسكي على موقع Soccerway.com (الإنجليزية)
- أليكس بروسكي على موقع عالم كرة القدم.نت (الإنجليزية)
- أليكس بروسكي على موقع كووورة
- أليكس بروسكي على موقع اللجنة الأولمبية الدولية (الإنجليزية)
- أليكس بروسكي على موقع أوليمبيديا (الإنجليزية)
- أليكس بروسكي على موقع اللجنة الأولمبية الأسترالية (الإنجليزية)